# 2012 FC71
2012 FC71, es un pequeño asteroide atrapado en una resonancia Kozai con la Tierra. Fue observado por primera vez el 31 de marzo de 2012 por Andrea Boattini, quien realizaba observaciones para el Mt. Lemmon Survey.

## Órbita y propiedades físicas
Su órbita se caracteriza por una baja excentricidad (0.088), una baja inclinación (4.97º) y un semieje mayor de 0,9895 AU. Es un asteroide Atón pero también un asteroide que cruza la órbita de la Tierra. Hasta el 21 de abril de 2012, su órbita se basa en 35 observaciones que abarcan un arco de datos de 21 días. Este corto arco de observación da como resultado una incertidumbre orbital de 7. No se lo ha vuelto a ver desde entonces y es poco probable que se lo vuelva a ver durante varias décadas. Permanecerá muy tenue (alrededor de una magnitud aparente de 27) y cerca del Sol en el cielo (elongación solar de menos de 90°), lo que hará imposible observarlo con los telescopios terrestres actuales hasta la década de 2060. Varias veces durante la década volverá a ser visible en el cielo nocturno y a veces será más brillante que la magnitud aparente 21, como cuando se observó por primera vez.

## Resonancia Kozai y evolución orbital futura
2012 FC71 está atrapado en una resonancia Kozai y, como tal, tiene una evolución orbital muy lenta y permanecerá relativamente imperturbable durante cientos de miles de años. Tuvo un encuentro cercano con la Tierra el 18 de abril de 2012 a 0.076 UA cuando fue descubierto y otro el 17 de mayo de 2013 a 0.0581 UA, que no fue observado.

## Origen
Es posible que se haya originado dentro de la región Venus-Tierra-Marte o en el cinturón principal de asteroides como otros objetos cercanos a la Tierra, y luego haya pasado a ser un asteroide de clase Amor antes de ingresar a la región coorbital de la Tierra.